# Józef Ryszard Muszyński
Józef Ryszard Muszyński (ur. 18 maja 1939 w Wojsławicach) – polski żołnierz, generał dywizji Wojska Polskiego

## Życiorys
Pochodzi z chłopskiej rodziny Jana i Marianny. W latach 1953–1956 kształcił się w Korpusie Kadetów im. gen. Karola Świerczewskiego w Warszawie, po ukończeniu którego był słuchaczem Oficerskiej Szkoły Samochodowej im. gen. A. Waszkiewicza. W 1959 roku, jako absolwent tej szkoły objął obowiązki najpierw dowódcy plutonu, a następnie dowódcy kompanii w 9 Szkolnym Pułku Samochodowym w Ostrowie Wlkp. W latach 1967–1971 studiował na Wydziale Ekonomiczno-Wojskowym WAP w Warszawie, po czym został skierowany do pracy w Szefostwie Służby Czołgowo-Samochodowej MON. Pełnił tam różne funkcje do Szefa Wydziału Szkolenia Kierowców włącznie. W tym czasie, na podstawie dysertacji pt. "Rachunek kosztów szkolenia w wojsku na przykładzie specjalistów czołgowo-samochodowych", doktoryzował się w WAP. Promotorem rozprawy był prof. dr hab. Zbigniew Abramowicz, pracownik naukowo-dydaktyczny m.in. Szkoły Głównej Planowania i Statystyki.
W latach 1977–1978 ppłk Muszyński dowodził Ośrodkiem Szkolenia Specjalistów Samochodowych Wojsk Obrony Powietrznej Kraju w Mrzeżynie. W 1979 roku objął obowiązki zastępcy komendanta ds. szkolenia, a następnie w 1982 roku komendanta WOSS. W tym czasie (rok 1984) odbył kurs operacyjno-taktyczny w Akademii Wojsk Pancernych w ZSRR.
W listopadzie 1986 roku Minister Obrony Narodowej powierzył mu obowiązki szefa Zarządu Szkolnictwa Wojskowego Sztabu Generalnego WP, awansując do stopnia generała brygady, a w roku 1993 do stopnia generała dywizji. W listopadzie 1995 roku został mianowany na stanowisko zastępcy Szefa Inspektoratu Obrony Terytorialnej Sztabu Generalnego WP. W 1999 roku przeszedł do rezerwy.

## Życie prywatne
Mieszka w Warszawie. Żonaty z Krystyną, ma córkę..